# 粗糙叶杜鹃
粗糙叶杜鹃（学名：Rhododendron exasperatum）为杜鹃花科杜鹃花属下的一个种。

## 扩展阅读
維基物種上的相關：粗糙叶杜鹃